# Devadatta multinervosa
Devadatta multinervosa là loài chuồn chuồn trong họ Amphipterygidae. Loài này được Fraser mô tả khoa học đầu tiên năm 1933.